# Agatogbo
Agatogbo è un arrondissement del Benin situato nella città di Comè (dipartimento di Mono) con 10.923 abitanti (dato 2006).